# 摩爾多瓦—美國關係

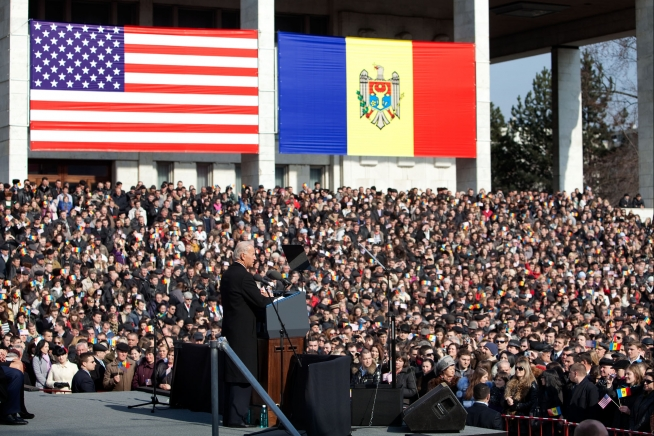
2011年3月，副总统乔·拜登在基希讷乌受到热烈欢迎。

摩尔多瓦－美国关系是摩尔多瓦和美国之间的双边关系。
根据2014年的人口普查，有37241名摩尔多瓦裔美国人居住在美国。
根据2012年《美国全球领导力报告》，38%的摩尔多瓦人认可美国的领导力，15%不认可，47%不确定。

## 历史
1991年12月25日美国承认摩尔多瓦独立，并且在基希讷乌开了美国大使馆，1992年3月。摩尔多瓦共和国于1993年12月在华盛顿特区设立了摩尔多瓦大使馆。
一项提供互惠最惠国关税待遇的贸易协定于1992年7月生效。1992年6月签署了一项海外私人投资公司协议，通过提供直接贷款和贷款担保来鼓励美国私人投资。1993年4月签署了一项双边投资条约。1995年8月给予普遍优惠制度地位，1995年11月进出口银行开始提供一些服务。